# Skála
Skála (wym. [skɔala], do 2011 Skáli, duń. Skåle) – miejscowość na Wyspach Owczych, archipelagu położonym na Morzu Norweskim, będącym częścią Oceanu Atlantyckiego. Wyspy te są terytorium zależnym Królestwa Danii, cieszącym się szeroką autonomią. Zamieszkują ją obecnie (I 2015 r.) 672 osoby. Administracyjnie leży w gminie Runavíkar kommuna, będącej częścią regionu Eysturoy.

## Geografia

### Położenie
Miejscowość leży nad największym fiordem Wysp Owczych – Skálafjørður, mierzącym około 14 km długości. Skála znajduje się na jego zachodnim brzegu. Na południe od miejscowości znajduje się osada Innan Glyvur, która pomimo tego, że leży najbliżej Skála, znajduje się już w innej gminie – Sjóvar kommuna. Na północy znajduje się zaś miejscowość Skálabotnur. Od zachodu do Skála przylegają trzy góry a są to: Kambur (593 m n.p.m.), Slættafelli (552 m n.p.m.) oraz Borgarfelli (541 m n.p.m.). Przez miejscowość przepływa jedna, niewielka rzeczka.

### Klimat
Klimat w Skála nie odbiega od klimatu całych Wysp Owczych, które leżą w strefie klimatu umiarkowanego chłodnego w odmianie morskiej. Oznacza to, że występują tam dość częste i obfite opady. Temperatura latem jest dość niska, jak na te szerokości geograficzne, zimy natomiast są łagodne. Klimat jest dodatkowo ocieplany przez prąd morski płynący od strony Ameryki. Jest to Golfsztrom, który w tamtym regionie przeobraża się w Prąd Norweski.

## Informacje ogólne

### Populacja
Miejscowość Skála zamieszkiwało 642 mieszkańców (I 2009 r.). 15,9% ludności stanowią osoby w wieku do dziewiątego roku życia, jest więc to społeczeństwo młode. Drugą, co do wielkości grupą są osoby w przedziale wiekowym 30-39 lat (14,9%). Kobiety stanowią mniejszość w Skála. Ich stosunek do mężczyzn wynosi 306:336. Większość mieszkańców stanowią Farerowie, czyli rdzenna ludność Wysp Owczych, potomkowie wikingów, przybyłych na te ziemie w Średniowieczu.
Według danych Urzędu Statystycznego (I 2015 r.) jest siedemnastą co do wielkości miejscowością Wysp Owczych.

### Transport
Do miejscowości Skála nie dopływa prom, nie ląduje tam też helikopter. Jedyną możliwością dotarcia tam jest więc transport kołowy. Prócz prywatnych samochodów, można skorzystać z transportu publicznego, jaki oferuje sieć autobusowa Bygdaleiðir. Dociera tam linia nr 480, która przystanki ma jeszcze w Strendur oraz Skálabotnur. Ostatnia z tych dwu miejscowości jest węzłem przesiadkowym, z którego, można skorzystać z trzech innych linii:
- nr 400 (Tórshavn-Kollafjørður-Oyrarbakki-Skálabotnur-Søldarfjørður-Gøta-Leirvík-Klaksvík)[5]
- nr 440 (Skálabotnur-Søldarfjørður-Runavík-Toftir)[6]
- nr 481 (Skálabotnur-Hellurnar-Oyndarfjørður)[7]

Ze Strendur zaś można się dostać linią nr 482 do Selatrað.

### Sport
Ośrodkiem sportowym w miejscowości jest klub sportowy Skála ÍF, który posiada sekcję piłkarską. Swą działalność rozpoczął on 15 maja 1965 w sekcji piłkarskiej. Zawodnicy tej drużyny długo grali w niższych ligach i dopiero w roku 2002 trafili do Formuladeildin. Utrzymali się tam jednak do sezonu 2008, kiedy spadli do drugiej ligi. Drużyna posiada też sekcję żeńską, która została mistrzami archipelagu w roku 1990 i 1992. Prezesem klubu jest obecnie Hans Jákup Andreasen.

## Historia
Miejscowość Skála powstała na przełomie XIV i XV wieku, jednak nie zachowało się wiele informacji na jej temat w źródłach. Odnotowane zostały dopiero wydarzenia współczesne. W XVI wieku w miejscowości istniał kościół, jednak nie dotrwał on do dzisiejszych czasów. Współczesny kościół powstał w 1. połowie XX wieku, a otwarto go w roku 1940.
W XX wieku powstała tam największa stocznia na Wyspach Owczych, która wyprodukowała większość obecnej floty na archipelagu. Obecnie, nie ma już tak wielkiego zapotrzebowania na nowe statki, toteż stocznia zajmuje się głównie naprawami starych jednostek. Przybywają tam też jednostki spoza archipelagu, szczególnie z Rosji. W roku 1994 do portu zawitał murmański statek Vasily Adonkin. Firma, która była właścicielem jednostki zbankrutowała i porzuciła statek razem z ośmioma członkami załogi. Nie mieli oni pieniędzy na powrót, toteż musieli pozostać na Wyspach Owczych przez dwa następne lata by powrócić do domu. Vasily Adonkin został sprzedany w roku 1998 w celu złomowania w Hiszpanii.
Od połowy lat 70. XX wieku w Skála odbywa się festiwal. Podczas niego można zakosztować farerskiej kuchni, a także obejrzeć mecz piłki nożnej, a także wyścigi łodzi wiosłowych - narodowy sport Wysp Owczych. Festiwal ma miejsce zawsze w ostatni weekend maja.